# 머릿기름

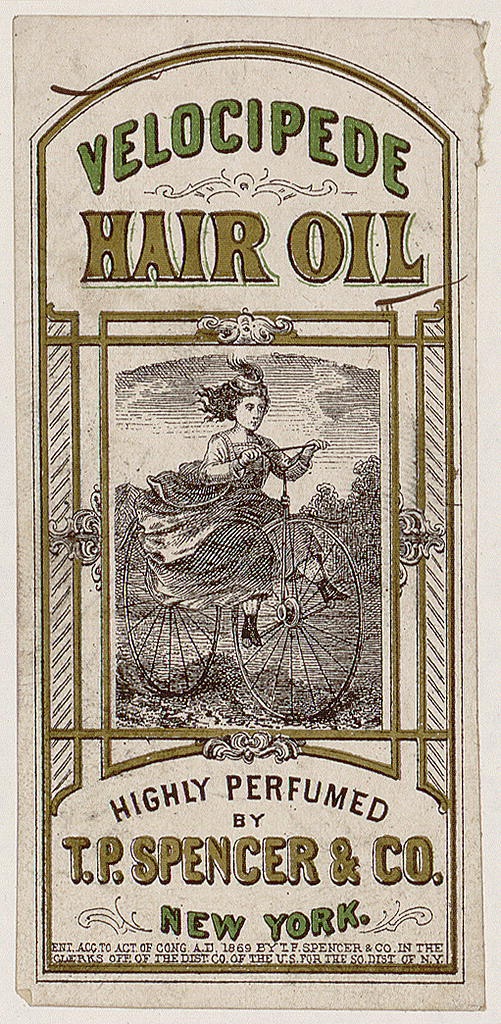

머릿기름은 머리카락의 상태를 개선시키기 위해 개발된 기름 기반의 화장품이다. 머릿기름 제품에 포함될 수 있는 여러 종류의 기름이 있으며 이것들은 두발의 성장, 건조, 손상을 보조해 준다고 주장된다.

## 같이 보기
- 포마드